# Rozmontowani
Family Tools (2013) – amerykański serial komediowy stworzony przez Bobby’ego Bowmana oraz powstały na podstawie brytyjskiego sitcomu White Van Man Adriana Poyntona. Wyprodukowany przez ABC Studios, ITV Studios i The Mark Gordon Company.
Premiera serialu miała miejsce w Stanach Zjednoczonych 1 maja 2013 roku na amerykańskim kanale ABC.
Dnia 11 maja 2012 roku stacja ABC ogłosiła, że pierwszy sezon otrzymał zamówienie na 13 odcinków. Sześć miesięcy później 10 listopada 2012 roku stacja ABC zmniejszyła zamówienie pierwszego sezonu z 13 do 10 odcinków. 10 maja 2013 roku serial Family Tools został anulowany.

## Fabuła
Serial opowiada o losach Jacka Shea (Kyle Bornheimer), który musi odłożyć swoje plany na przyszłość oraz przejąć prywatne i zawodowe obowiązki swojego ojca, Tony’ego (J.K. Simmons).

## Obsada
- Kyle Bornheimer jako Jack Shea
- J.K. Simmons jako Tony Shea
- Johnny Pemberton jako Mason McCormick
- Edi Gathegi jako Darren Bichette
- Leah Remini jako Terry McCormick
- Danielle Nicolet jako Stitch Bichette

## Odcinki
| Sezon | Sezon | Odcinki | Oryginalna emisja | Oryginalna emisja | Oryginalna emisja | Oryginalna emisja | Oryginalna emisja |
| Sezon | Sezon | Odcinki | Premiera sezonu   | Finał sezonu      | Premiera sezonu   | Finał sezonu      |                   |
| ----- | ----- | ------- | ----------------- | ----------------- | ----------------- | ----------------- | ----------------- |
|       | 1     | 10      | 1 maja 2013       | 10 lipca 2013     | 11 lipca 2014     | brak danych       |                   |

### Sezon 1 (2013)
| №  | Tytuł                         | Reżyseria        | Scenariusz                  | Premiera        | Premiera      |
| -- | ----------------------------- | ---------------- | --------------------------- | --------------- | ------------- |
| 1  | Pilot                         | Michael Fresco   | Bobby Bowman                | 1 maja 2013     | 11 lipca 2014 |
| 2  | Now You See Me, Now You Don't | Peter Lauer      | Todd Linden                 | 8 maja 2013     | 18 lipca 2014 |
| 3  | Beachwood Approved            | John Fortenberry | Danielle Uhlarik            | 15 maja 2013    | 25 lipca 2014 |
| 4  | Book Club Romance             | Rebecca Asher    | Jeremy Shipp                | 29 maja 2013    | 25 lipca 2014 |
| 5  | Waiting for Mrs. Bichette     | Ejal Gordin      | Adrian Poynton              | 5 czerwca 2013  | 31 lipca 2014 |
| 6  | Role Model                    | Randy Zisk       | Kenny Byerly                | 12 czerwca 2013 | 31 lipca 2014 |
| 7  | The Big Event                 | John Putch       | Allen Zipper                | 19 czerwca 2013 | brak danych   |
| 8  | Jack Steps Up                 | Peter Lauer      | Matthew Carlson             | 26 czerwca 2013 | brak danych   |
| 9  | Pest Side Story               | Michael Fresco   | Margee Magee Angeli Millan  | 3 lipca 2013    | 11 lipca 2014 |
| 10 | Terry By Design               | Elliot Hegarty   | Emily Halpern Sarah Haskins | 10 lipca 2013   | 18 lipca 2014 |